# Marc Jornet Sanz
Marc Jornet Sanz (Alzira, 1994) è un calcolatore prodigio spagnolo.
Ha partecipato a tre edizioni della Coppa del mondo di calcolo mentale (2010, 2014 e 2018) e ha vinto un totale di nove medaglie. Ha raggiunto record mondiali in 21 occasioni, nelle categorie di aggiunta, moltiplicazione e calendario mentale. Ha il miglior marchio europeo in addizione e moltiplicazione.

## Risultati
Nella Coppa del mondo di calcolo mentale 2010 (Magdeburgo, Germania), ha vinto la medaglia d'oro in moltiplicazioni di 8 x 8 cifre (con record mondiale), medaglia di bronzo con aggiunte di 10 x 10 cifre, il quarto posto nelle date del calendario e medaglia d'argento nella classifica generale.
Alla Coppa del mondo di calcolo mentale 2014 (Dresda, Germania), ha ottenuto il primo posto nelle moltiplicazioni a 8 cifre e nei calcoli del calendario (entrambi con i record della Coppa del mondo), il secondo posto nelle aggiunte 10 x 10 cifre, il quinto posto in radici quadrate e il secondo posto nella classifica generale.
Nell'ultima Coppa del mondo di calcolo mentale 2018 (Wolfsburg, Germania), ha ottenuto il miglior punteggio nelle date del calendario (con il record della Coppa del mondo), è stato il secondo in moltiplicazioni di 8 x 8 cifre, il sesto in radici quadrate, e ha concluso al quinto posto nella competizione generale.

## Record mondiali ed europei
Marc ha raggiunto un record mondiale con moltiplicazioni a 8x8 cifre in nove occasioni. L'ultimo record è stato stabilito il 23 gennaio 2019: dieci problemi risolti correttamente in 2 minuti e 42.3 secondi (una media di 16.23 secondi per moltiplicazione). I suoi dischi precedenti erano 2:44.2, 2:49.8 e 3:03.9 minuti.. Marc ha ottenuto un record mondiale con moltiplicazioni a 5x5 cifre nove volte. Ha risolto dieci moltiplicazioni di 5x5 cifre in 59.4 secondi (una media di 5.94 secondi per moltiplicazione), il 24 gennaio 2019. La sua tecnica si basa sul metodo incrociato da destra a sinistra, una cifra alla volta.
Nei calcoli del calendario, Marc deteneva il record della Coppa del mondo e il record mondiale a matita e carta, con 71 date in un minuto. Questo punteggio è stato raggiunto due volte il 29 settembre 2018.
Marc detiene il record europeo in addizione e moltiplicazione: dieci somme di 10x10 cifre risolte correttamente in 3:19 minuti (il 23 settembre 2010, e questo marchio è stato il record mondiale fino al 2012).
La tecnica di questo calcolatore si basa sull'aritmetica mentale astratta (cioè senza visualizzazione mentale di oggetti fisici come l'abaco, il soroban, le dita della mano, ecc.). Marc gestisce una serie di algoritmi i cui passaggi sono eseguiti molto velocemente inconsciamente e senza verbalizzazione.